# John Fleck
Pour les articles homonymes, voir Fleck.
John Fleck, né le 24 août 1991 à Glasgow, est un footballeur international écossais qui évolue au poste de milieu de terrain à Chesterfield FC.

## Biographie

### En club

#### Rangers FC
John Fleck est formé au sein des équipes de jeunes du Rangers FC.
Le 12 juillet 2007, John Fleck est appelé à participer à une tournée de préparation de la saison avec l'effectif professionnel des Rangers, en Allemagne. Le 15 juillet, il dispute son premier match contre l'équipe allemande de SV Lippstadt 08, devenant le premier joueur de quinze ans à porter le maillot du club écossais depuis Derek Ferguson, en 1982. Lors de ce match, John Fleck réussit une bonne prestation et participe au match suivant, contre Sportfreunde Lotte, où il inscrit son premier but lors d'une victoire 3-1.
Le 25 août 2007, John Fleck figure pour la première fois sur la feuille d'un match officiel, un jour après avoir fêté son seizième anniversaire, pour une rencontre face au Kilmarnock FC. Il doit attendre le 23 janvier 2008 pour participer à son premier match officiel, lors d'un match de Coupe d'Écosse, contre East Stirling. Son premier match de championnat a lieu le 22 mai 2008 contre Aberdeen. Il participe aussi à la finale de la Coupe d'Écosse contre Queen of the South, le 24 mai suivant, devenant ainsi le plus jeune joueur à avoir joué une finale de Coupe d'Écosse. Sa première titularisation a lieu le 17 janvier 2009 face au Falkirk FC.
Fleck inscrit son premier but officiel pour le Rangers FC le 31 janvier 2009, lors d'un match à domicile contre Dundee United, pour une victoire 2-0.
Le 19 janvier 2012, il est prêté pour six mois au Blackpool FC.

#### Coventry City
En juillet 2012, il rejoint Coventry City et a signé un contrat de trois ans. En janvier 2015, il signe un nouveau contrat d'une saison avec le club (soit jusqu'en juin 2016).

#### Sheffield United et après
Le 8 juillet 2016, il rejoint Sheffield United. En septembre 2017, il prolonge son contrat de quatre années supplémentaires. En février 2020, il signe une prolongation de contrat jusqu'en 2023.
Le 1er février 2024, il rejoint Blackburn Rovers où il a signé pour une saison,.
En septembre 2024, il rejoint Chesterfield FC pour un contrat d'une saison. Il prolonge, en juin 2025, son contrat, d'une durée indéterminée, avec le club,.

### En sélection nationale
Le 10 octobre 2019, John Fleck honore sa première sélection avec l'Écosse en étant titularisé contre la Russie (défaite 4-0).
John Fleck est retenu dans la liste des vingt-six joueurs écossais sélectionnés par Steve Clarke pour disputer l'Euro 2020.

## Palmarès

### En club
- Rangers FC
  - Champion d'Écosse en 2009, 2010 et 2011
  - Vainqueur de la Coupe d'Écosse en 2008.
- Sheffield United
  - Champion d'Angleterre de D3 en 2017
  - Vice-champion d'Angleterre de D2 en 2019 et 2023.

### Distinction personnelle
- Membre de l'équipe-type de D3 anglaise en 2017.

## Famille
Son oncle, Robert Fleck, est un joueur des Rangers FC et international écossais, dans les années 1980.